# Sân bay Kisoro
Sân bay Kisoro (ICAO: HUKI) là một sân bay ở Kisoro, Uganda.

## Hãng hàng không và điểm đến
| Hãng hàng không | Các điểm đến |
| --------------- | ------------ |
| Aerolink Uganda | Entebbe      |